# Neocrepidodera taiwana
Neocrepidodera taiwana es una especie de insecto coleóptero de la familia Chrysomelidae. Fue descrita científicamente en 1996 por Kimoto.